# توماس ديفي (سياسي نيوزلندي)
توماس هنري ديفي من موليد (1856 - 5 أبريل 1934) كان عضوًا في البرلمان عن  الهيئات الانتخابية لمدينة كرايستشيرش. ويعتبر عضوا في الحزب الليبرالي ، لكنه انتقد جوانب الحزب وقيادته.
ولد ديفي في ليسكيرد في إنجلترا. وتعلم مهنة الطباعة. 